# East Londonderry (circonscription du Parlement britannique)
East Londonderry est une circonscription électorale britannique située en Irlande du Nord.